# Jean-Baptiste Volumier
Jean Baptiste Volumier (auch: Woulmyer; * um 1678 vermutlich in den Spanischen Niederlanden; † 7. Oktober 1728 in Dresden) war ein flämischer Violinist und Komponist.

## Leben
In jungen Jahren erhielt Volumier vermutlich seine Ausbildung am französischen Hof. 1692 bekam er eine Anstellung als Violinist in der kurfürstlich Brandenburgischen Hofkapelle in Berlin. Bald stieg er zum Konzertmeister und Hoftanzmeister auf und hatte den Hof mit Ballett- und Tanzmusiken zu versorgen. 1708 wurde er aus allen Funktionen entlassen.
1709 wurde er Konzertmeister der königlichen Kapelle in Dresden. Hier führte er den französischen Stil ein und die Dresdener Kapelle stieg zu einer der besten in Europa auf. Unter seiner Leitung traten Musiker wie Veracini und Pisendel der Hofkapelle bei. Des Weiteren verschmolz er mit der Zeit den französischen mit dem italienischen Stil und fügte deutsche Stilelemente hinzu, den man in der Folge den sogenannten „gemischten“ oder „deutschen Stil“ nannte. Dies veranlasste Quantz in seiner Autobiografie in Marpurgs: Historisch-kritische Beiträge, (Berlin, 1754) zu der Aussage, niemals ein besseres Orchester als das Dresdener unter Volumier gehört zu haben.
Möglicherweise spielte er hier die Uraufführung der Sonaten und Partiten für Violine solo von Johann Sebastian Bach, mit dem er befreundet war. In diesem Zusammenhang soll er im Jahr 1717 einen Orgelwettbewerb zwischen Bach und Louis Marchand angeregt haben. Marchand floh, bevor es zum Duell kam, was die Position des Hoforganisten Christian Petzold stärkte.
Im Auftrag des sächsischen Königs weilte Volumier 1715 für mehrere Monate in Cremona, wo er die Fertigstellung von 12 Violinen in der Werkstatt des Antonio Stradivari überwachte.
Während einer mehrmonatigen Reise nach Warschau im Gefolge des Königs erkrankte Volumier und ließ sich nach der Rückkehr häufig durch Pisendel vertreten. Ab 1730 erhielt Volumiers Witwe eine halbjährliche Pension von 600 Gulden.

## Werke
Volumier komponierte zahlreiche Ballette und Violinstücke, die allesamt 1760 während des Bombardements Dresdens im Siebenjährigen Krieg  einem Brand zum Opfer fielen.
- Der Sieg der Schönheit über die Helden (Oper, zus. mit Gottfried Finger und Augustin Reinhard Stricker, 1706)
- Die Ballettmusiken zu Antonio Lottis in Dresden aufgeführten Opern Ascanio und Teofane